# Абд ар-Рашид (султан Газні)
Абд ар-Рашид I (*бл. 1023 — 1052) — володар Газневідського султанату в 1050—1052 роках. Повне ім'я Ізз аль-даула Абу-Мансур Абд ар-рашид ібн Махмуд.

## Життєпис
Походив з династії Газневідів. П'ятий син султана Махмуда I. Народився близько 1023 року в Газні. З огляду на малий вік не брав участі в боротьбі за владу після смерті батька у 1030 році. У 1040 році брав участь у битві при Данданакані, де газневідське військо зазнало нищівної поразки від Сельджукидів.
У 1041 році новий султан Маудуді запроторив Абд ар-Рашида до фортеці Мандеш в області Гор. У 1050 році після повалення чергового султана Алі I візир Ад аль-Раззак звільнив Абд ар-Рашида й звів того на трон Газні.
Втім, султану вдалося спекатися небезпечного візира, ставши повновладним володарем. Він призначив хаджабом (головнокомандувачем) мамлюка Тогрула, який у 1050—1051 роках здійснив успішні походи до Хорасану і Сістану. У 1052 році вдалося захопити важливу сістанську фортецю Так, змусивши володарів Сістану Насридів знову визнати зверхність газневідського султанату. Проте того ж року Тогрул рушив на Газні, де повалив, а потім стратив султана Абд ар-Рашида та 11 його родичів. Слідом зацим Тогрул, оженившись на сестрі вбитого султана, став володарем Газні.